# Markus Tauschek
Markus Tauschek (* 1977 in Memmingen) ist ein deutscher Volkskundler.

## Leben
Nach dem Studium (1996–1998) der Germanistik und Romanistik an der Universität Eichstätt, dem Zivildienst (1998–1999) in einem Heim für mehrfach behinderte Erwachsene und dem Studium (1999–2003) der Volkskunde, Germanistik und Romanistik an der Albert-Ludwigs-Universität Freiburg (Praktika am Schwäbischen Bauernhofmuseum Illerbeuren, an den Goethe-Instituten in Lyon und München, beim SWR in Stuttgart, stud. Hilfskraft am Johannes-Künzig-Institut für ostdeutsche Volkskunde in Freiburg) war er von 2004 bis 2009 wissenschaftlicher Mitarbeiter am Institut für Kulturanthropologie/Europäische Ethnologie der Georg-August-Universität Göttingen.
Nach der Promotion 2009 im Fach Kulturanthropologie/Europäische Ethnologie in Göttingen war Tauschek seit 2009 Juniorprofessor für Europäische Ethnologie/Volkskunde an der Universität Kiel (positive Zwischenevaluation der Juniorprofessur im Sommersemester 2012). Seit 2015 ist er Professor für Europäische Ethnologie mit dem Schwerpunkt Populäre Kultur am Institut für Kulturanthropologie und Europäische Ethnologie der Universität Freiburg.
Seine Forschungsschwerpunkte sind Kulturerbe (UNESCO, Denkmal, Erinnerungsdiskurse, Musealisierung, Geschichtskultur), populäre Kultur (mediale Konkurrenzformationen, Transmedialität, Szene, Festival), Traditionskultur in der Spätmoderne, Wettbewerb und Konkurrenz (Leistungs- und Erfolgsdiskurse, Optimierungspraktiken), politische Anthropologie (Energiewende, Kulturpolitik), Brauch- und Ritualforschung (Performanztheorien, Framing-Konzepte), regionale Ethnographie und ethnographische Forschungsmethoden.
Tauschek ist Mitglied der Kommission „Kulturelle Kontexte des östlichen Europa“ und seit 2019 Vorsitzender der Deutschen Gesellschaft für Empirische Kulturwissenschaft (vormals Deutsche Gesellschaft für Volkskunde). Zum 1. Oktober 2021 wurde er zum Leiter des Instituts für Volkskunde der Deutschen des östlichen Europa in Freiburg ernannt.

## Schriften (Auswahl)
- Wertschöpfung aus Tradition. Der Karneval von Binche und die Konstituierung kulturellen Erbes. Berlin 2010.
- Kulturerbe. Eine Einführung. Berlin 2013.
- Timo Heimerdinger/Markus Tauschek (Hrsg.): Kulturtheoretisch argumentieren. Ein Arbeitsbuch. Münster u. a. 2020.